# Nihonogomphus cultratus
Nihonogomphus cultratus – gatunek ważki z rodziny gadziogłówkowatych (Gomphidae).